# Пердиза, Чезаре
Че́заре Перди́за (итал. Cesare Perdisa, 21 октября 1932, Болонья — 10 мая 1998, там же) — итальянский автогонщик, выступавший в
Формуле-1 с 1955 по 1957 за команды Maserati и Scuderia Ferrari.

## Биография
Чезаре Пердиза родился 21 октября 1932 в Болонье. Его семья владела журналом Quattroruote. Выступать в автоспорте Пердиза начал в 1954. За рулём Maserati T200S Чезаре занял 4 место в Гран-при Имолы, 5 место в Гран-при Португалии, пришёл третьим в Гран-при Сиракуз.
В 1955 в составе заводской команды Maserati Пердиза выиграл два внезачётных Гран-при и единственный раз принял участие в 24 часах Ле-Мана. В том же году состоялась первая официальная гонка Формулы-1, в которой Чезаре принимал участие. Он взял автомобиль напарника по Maserati Жана Бера и пришёл третьим на его машине. Пердиза принимал участие в Гран-при Бельгии 1955 года, где финишировал вне очковой зоны.
В 1956 Чезаре Пердиза провёл пять Гран-при в Формуле-1 (он не участвовал в Гран-при Аргентины из-за аппендицита). В Бельгии Пердиза второй раз в карьере добился подиума. Он отдал машину сошедшему с дистанции Стирлингу Моссу, который пришёл третьим. В следующем этапе сезона, Гран-при Франции, Мосс также сошёл с дистанции и снова взял автомобиль Пердизы. В результате они разделили 5 место, получив по 1 очку. В Гран-при Германии 1956 года Чезаре Пердиза получил травму на тренировке и пропустил остаток сезона. В общем зачёте он стал 16-м, с тремя очками. После 1956 Пердиза ушёл из Maserati.
В 1957 Чезаре Пердиза присоединился к Scuderia Ferrari. Он принял участие в Гран-при Аргентины, а также выиграл 1000 километров Буэнос-Айреса (партнёры — Мастен Грегори, Эудженио Кастеллотти и Луиджи Муссо). Но вскоре Пердиза неожиданно сделал заявление об уходе из автоспорта.

## Таблица выступлений в Формуле-1
| Легенда к таблице |                                                                    |
| --- | ------------------------------------------------------------------ |
| В таблице перечислены результаты всех Гран-при Формулы-1, в которых принимал участие гонщик. Строками таблицы являются сезоны, столбцами — этапы чемпионата мира. В каждой клетке указаны сокращённое название этапа и результат, дополнительно обозначенный цветом. Расшифровка обозначений и цветов представлена в нижеследующей таблице. |                                                                    |
| \| Пример \| Описание \| \| ------------ \| ------------------------------------------------------------------ \| \| 1 \| Победитель \| \| 2 \| Второе место \| \| 3 \| Третье место \| \| 5 \| Финишировал, заработав очки \| \| Сход \| Не финишировал, но при этом заработал очки \| \| 12 \| Финишировал, не получив очков \| \| НКЛ \| Финишировал, но не попал в финальную классификацию \| \| 15 \| Участвовал вне зачёта, либо по отдельной классификации \| \| 18 \| Не финишировал, но попал в финальную классификацию \| \| Сход \| Не финишировал \| \| НКВ \| Не прошёл квалификацию \| \| НПКВ \| Не прошёл предквалификацию \| \| ДСК \| Дисквалифицирован \| \| ИСК \| Исключён из протокола соревнований \| \| ТТ \| Заявлен для участия только в тренировках \| \| НС \| Участвовал в квалификации, но не стартовал в гонке \| \| Т \| Травмирован или болен \| \| ОТК \| Отказ от участия \| \| НТР \| Прибыл на соревнования, но на трассу не выезжал \| \| НПР \| Был заявлен в числе участников, но не прибыл к началу соревнований \| \| О \| Соревнования отменены \| \| \| Не участвовал \| \| Поул-позиция \| \| \| Быстрый круг \| \| |                                                                    |
| Пример | Описание                                                           |
| 1 | Победитель                                                         |
| 2 | Второе место                                                       |
| 3 | Третье место                                                       |
| 5 | Финишировал, заработав очки                                        |
| Сход | Не финишировал, но при этом заработал очки                         |
| 12 | Финишировал, не получив очков                                      |
| НКЛ | Финишировал, но не попал в финальную классификацию                 |
| 15 | Участвовал вне зачёта, либо по отдельной классификации             |
| 18 | Не финишировал, но попал в финальную классификацию                 |
| Сход | Не финишировал                                                     |
| НКВ | Не прошёл квалификацию                                             |
| НПКВ | Не прошёл предквалификацию                                         |
| ДСК | Дисквалифицирован                                                  |
| ИСК | Исключён из протокола соревнований                                 |
| ТТ | Заявлен для участия только в тренировках                           |
| НС | Участвовал в квалификации, но не стартовал в гонке                 |
| Т | Травмирован или болен                                              |
| ОТК | Отказ от участия                                                   |
| НТР | Прибыл на соревнования, но на трассу не выезжал                    |
| НПР | Был заявлен в числе участников, но не прибыл к началу соревнований |
| О | Соревнования отменены                                              |
| | Не участвовал                                                      |
| Поул-позиция |                                                                    |
| Быстрый круг |                                                                    |

| Сезон | Команда                   | Шасси         | Двигатель            | Ш | 1     | 2     | 3   | 4     | 5     | 6     | 7     | 8   | Место | Очки |
| ----- | ------------------------- | ------------- | -------------------- | - | ----- | ----- | --- | ----- | ----- | ----- | ----- | --- | ----- | ---- |
| 1955  |                           |               |                      |   | АРГ   | МОН   | 500 | БЕЛ   | НИД   | ВЕЛ   | ИТА   |     | 18    | 2    |
| 1955  | Officine Alfieri Maserati | Maserati 250F | Maserati 250F 2,5 L6 | P |       | Сход  |     | 8     |       |       |       |     | 18    | 2    |
| 1955  | Officine Alfieri Maserati | Maserati 250F | Maserati 250F 2,5 L6 | Е |       | 3     |     |       |       |       |       |     | 18    | 2    |
| 1956  | Officine Alfieri Maserati | Maserati 250F | Maserati 250F 2,5 L6 | P | АРГ   | МОН 7 | 500 | БЕЛ 3 | ФРА 5 | ВЕЛ 7 | ГЕР Т | ИТА | 16    | 3    |
| 1957  | Scuderia Ferrari          | Lancia D50    | Ferrari V8           | Е | АРГ 6 | МОН   | 500 | ФРА   | ВЕЛ   | ГЕР   | ПЕС   | ИТА | —     | 0    |